# 오디텍
오디텍(ODTech)는 대한민국의 기업이다. 본사는 전북 완주군 봉동읍 완주산단 5로 87에 위치해 있으며 대표이사는 박병근이다.

## 상장
2007년 10월 8일에 공모가 10,000원에 코스닥 시장에 상장하였다.

## 참고문헌
1. ↑  원광대-㈜오디텍, 반도체 장비 기증 업무협약 체결, UNN 뉴스, 2023.01.31
2. ↑  오디텍, MIT 초전도 특성 지닌 다이오드 발견...국내 최초 제너다이오드 개발 삼성 공급, 서울경제, 2023-08-08
3. ↑  오디텍, 고온고습에도 안정성 높인 차세대 양자점 개발, ET뉴스, 2022-06-22